# کازویا مائدا
کازویا مائدا (ژاپنی: 前田 和也؛ زادهٔ ۸ ژانویهٔ ۱۹۸۴) یک بازیکن فوتبال اهل ژاپن است.
از باشگاه‌هایی که در آن بازی کرده‌است می‌توان به باشگاه فوتبال توکیو و باشگاه فوتبال مونتدیو یاماگاتا اشاره کرد.